# D940 (Pas-de-Calais)
De D940 is een departementale weg in het Noord-Franse departement Pas-de-Calais. De weg loopt van Boulogne-sur-Mer via Calais naar de grens met het Noorderdepartement. In het Noorderdepartement loopt de weg als D601 verder richting Duinkerke en België.

## Geschiedenis
Oorspronkelijk bestond de D940 uit twee verschillende wegen. Het deel van Boulogne naar Calais was onderdeel van de N1 en het deel van Calais naar Nord van de N40. In 1972 werd de N40 omgenummerd naar N1.
In 2006 werd de weg overgedragen aan het departement Pas-de-Calais, omdat de weg geen belang meer had voor het doorgaande verkeer vanwege de parallelle autosnelweg A16. De weg is toen omgenummerd tot D940.